# Ludersdorf-Wilfersdorf
Ludersdorf-Wilfersdorf ist eine Gemeinde mit 2555 Einwohnern (Stand 1. Jänner 2024) in der Steiermark. Historisches Zentrum der Gemeinde Ludersdorf-Wilfersdorf sind der Friedl-Hof (heute Haller) in Pircha und das Schloss Freiberg auf einem bewaldeten Hügelkamm des Raabtales.

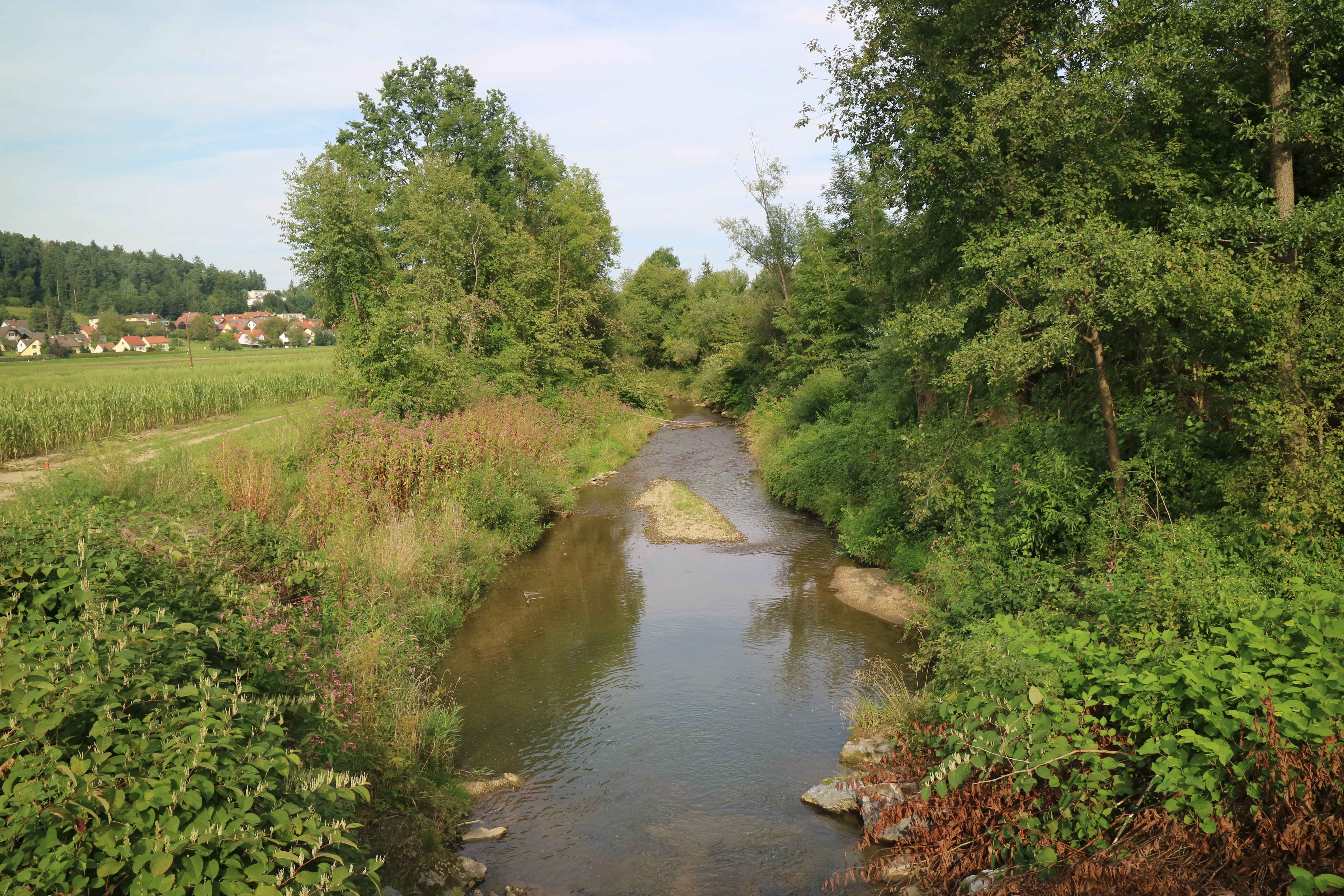
Rabnitz bei Wilfersdorf

## Geografie

### Geografische Lage
Ludersdorf-Wilfersdorf liegt im südwestlichen Teil vom Bezirk Weiz im österreichischen Bundesland Steiermark nordwestlich der Stadt Gleisdorf. Das Gemeindegebiet wird vom Rabnitzbach durchflossen.

### Nachbargemeinden
Nachbargemeinden sind:
| Eggersdorf bei Graz (Bez. Graz-Umgebung) | St. Ruprecht an der Raab                    | Albersdorf-Prebuch |
| Eggersdorf bei Graz (Bez. Graz-Umgebung) | Kompassrose, die auf Nachbargemeinden zeigt | Gleisdorf          |
| Eggersdorf bei Graz (Bez. Graz-Umgebung) | Gleisdorf                                   | Gleisdorf          |

### Gemeindegliederung
Das Gemeindegebiet umfasst folgende vier Ortschaften, die jeweils eigene Katastralgemeinden bilden (in Klammern Einwohnerzahl, Stand 1. Jänner 2024):
- Flöcking (749)
- Ludersdorf (696) mit Altenberg, Enggasse, Kötschmanngraben und Sparbl
- Pircha (497) mit Hundsberg
- Wilfersdorf (613) mit Wilfersdorfberg

## Geschichte
Ein bei Flöcking gefundenes Gräberfeld zeigt, dass das Gebiet schon während der Römerzeit besiedelt war.
Zu Ende des 12. Jahrhunderts errichteten Gefolgsleute der Stubenberger die Burg Freiberg. Im Jahr 1218 waren die Brüder Ulrich und Reinher von Freiberg die Besitzer.
Aus dieser Zeit stammen auch die ersten urkundlichen Erwähnungen von Höfen, aus denen später die Orte entstanden: Flöcking war ein Gutshof mit Mühle, der 1233 von Friedrich II. dem Deutschen Orden in Graz übergeben wurde. Willeberchsdorf (Wilfersdorf) gehörte 1229 einem Rudger, 1318 bezog der Bischof von Seckau Einkünfte aus Pichach (Pircha), und Ludweygsdorf (Ludersdorf) wird 1390 im Marchfutterregister genannt.
In der Wallseer Fehde kämpften Ende des 14. Jahrhunderts die Freiberger an der Seite der Stubenberger. Dabei wurde ihre Burg zerstört, das Geschlecht starb bald darauf aus. Die Stubenberger verliehen dann das Gut an die Stadler. Diese bauten Ende des 15. Jahrhunderts ein Schloss etwa 80 m weiter im Süden, die Fertigstellung erfolgte 1522 unter Georg Stadler. Nach mehr als 100 Jahren im Stadlerschen Besitz kam das Schloss 1635 an die Brüder Ott Gottfried und Ferdinand Erasmus von Kollonitz. Diese bauten 1638 das Schloss auf die heutige Form um. Zwar wurde es im Lauf der nächsten Jahrhunderte erweitert und modernisiert, blieb aber bis 1874 im Besitz der Familie Kollonitz. Dann folgten häufige Besitzerwechsel mit einer Restaurierung 1928. Nach dem 2. Weltkrieg wurde das Schloss vernachlässigt. Seit 1976 ist das Schloss in Privatbesitz, wurde nach und nach restauriert, und die Innenräume stehen für Veranstaltungen zur Verfügung.
Im Jahr 1952 wurden mit der als Wilfersdorf bei Gleisdorf bezeichneten Gemeinde die zuvor eigenständigen Ortschaften Flöcking und Pircha verbunden. 1955 kam die Vereinigung mit Ludersdorf zur Großgemeinde „Wilfersdorf an der Ries“, der Name wurde jedoch noch im selben Jahr zu „Ludersdorf-Wilfersdorf“ geändert.

### Bevölkerungsentwicklung

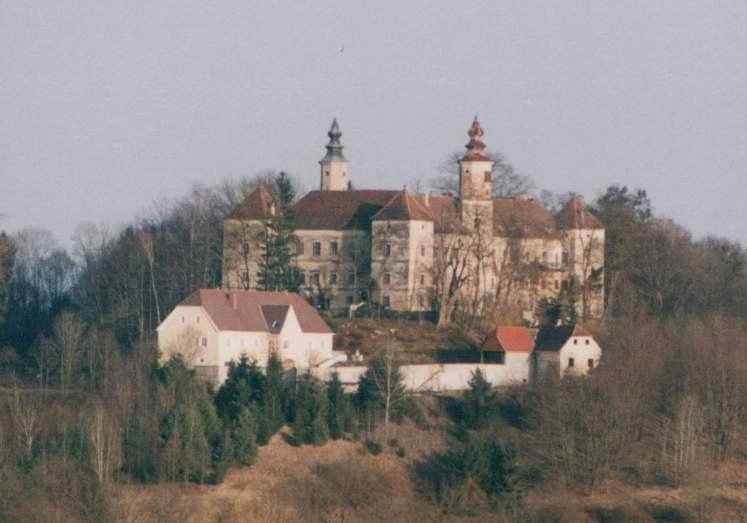
Schloss Freiberg

| Ludersdorf-Wilfersdorf: Einwohnerzahlen von 1869 bis 2024 | Ludersdorf-Wilfersdorf: Einwohnerzahlen von 1869 bis 2024 | Ludersdorf-Wilfersdorf: Einwohnerzahlen von 1869 bis 2024 | Ludersdorf-Wilfersdorf: Einwohnerzahlen von 1869 bis 2024 | Ludersdorf-Wilfersdorf: Einwohnerzahlen von 1869 bis 2024 |
| --------------------------------------------------------- | --------------------------------------------------------- | --------------------------------------------------------- | --------------------------------------------------------- | --------------------------------------------------------- |
| Jahr                                                      |                                                           |                                                           |                                                           | Einwohner                                                 |
| 1869                                                      | 1869                                                      |                                                           | 896                                                       | 896                                                       |
| 1880                                                      | 1880                                                      |                                                           | 887                                                       | 887                                                       |
| 1890                                                      | 1890                                                      |                                                           | 915                                                       | 915                                                       |
| 1900                                                      | 1900                                                      |                                                           | 928                                                       | 928                                                       |
| 1910                                                      | 1910                                                      |                                                           | 985                                                       | 985                                                       |
| 1923                                                      | 1923                                                      |                                                           | 995                                                       | 995                                                       |
| 1934                                                      | 1934                                                      |                                                           | 1.128                                                     | 1.128                                                     |
| 1939                                                      | 1939                                                      |                                                           | 1.155                                                     | 1.155                                                     |
| 1951                                                      | 1951                                                      |                                                           | 1.241                                                     | 1.241                                                     |
| 1961                                                      | 1961                                                      |                                                           | 1.404                                                     | 1.404                                                     |
| 1971                                                      | 1971                                                      |                                                           | 1.572                                                     | 1.572                                                     |
| 1981                                                      | 1981                                                      |                                                           | 1.622                                                     | 1.622                                                     |
| 1991                                                      | 1991                                                      |                                                           | 1.613                                                     | 1.613                                                     |
| 2001                                                      | 2001                                                      |                                                           | 1.757                                                     | 1.757                                                     |
| 2011                                                      | 2011                                                      |                                                           | 2.031                                                     | 2.031                                                     |
| 2021                                                      | 2021                                                      |                                                           | 2.517                                                     | 2.517                                                     |
| 2024                                                      | 2024                                                      |                                                           | 2.555                                                     | 2.555                                                     |
| Quelle(n): Statistik Austria, Gebietsstand 1.1.2021       |                                                           |                                                           |                                                           |                                                           |

## Kultur und Sehenswürdigkeiten
- Schloss Freiberg

## Wirtschaft und Infrastruktur
Der Ort hat sich in den letzten Jahren von einer Agrar- zur Wohnraumgemeinde entwickelt. Außerdem haben sich durch die verkehrsgünstige Lage mehrere Gewerbebetriebe angesiedelt.

### Wirtschaftssektoren
Von den 61 landwirtschaftlichen Betrieben des Jahres 2010 wurden 15 im Haupt-, 45 im Nebenerwerb und einer von einer Personengemeinschaft geführt. Die Haupterwerbsbauern bewirtschafteten 56 Prozent der Flächen. Im Produktionssektor waren mehr als drei Viertel der Erwerbstätigen in der Bauwirtschaft tätig. Die größten Arbeitgeber im Dienstleistungssektor waren die Bereiche Handel und soziale und öffentliche Dienste (Stand 2011).
| Wirtschaftssektor            | Anzahl Betriebe | Anzahl Betriebe | Anzahl Betriebe | Erwerbstätige | Erwerbstätige | Erwerbstätige |
| Wirtschaftssektor            | 2021            | 2011            | 2001            | 2021          | 2011          | 2001          |
| ---------------------------- | --------------- | --------------- | --------------- | ------------- | ------------- | ------------- |
| Land- und Forstwirtschaft 1) | 43              | 61              | 68              | 51            | 32            | 29            |
| Produktion                   | 47              | 20              | 12              | 436           | 295           | 162           |
| Dienstleistung               | 173             | 134             | 51              | 582           | 444           | 173           |

1) Betriebe mit Fläche in den Jahren 2010 und 1999, Arbeitsstätten im Jahr 2021
| Im Jahr 2011 lebten mehr als 1.000 Erwerbstätige in Ludersdorf-Wilfersdorf. Davon arbeiteten 163 in der Gemeinde, mehr als 80 Prozent pendelten aus. Von den umliegenden Gemeinden kamen über 600 Menschen zur Arbeit nach Ludersdorf-Wilfersdorf. Die Gemeinde ist über die Gleisdorfer Straße (B 65) und die Autobahnauffahrt Gleisdorf-West an die Süd Autobahn angebunden. | Hier fehlt eine Grafik, die leider im Moment aus technischen Gründen nicht angezeigt werden kann. Wir arbeiten daran! |

## Politik

### Gemeinderat
Der Gemeinderat hat insgesamt 15 Mitglieder.
Nach den Gemeinderatswahlen in der Steiermark 2020 kam folgende Mandatsverteilung zustande:
- ÖVP – 7 Mandate
- SPÖ – 5 Mandate
- GRÜNE – 2 Mandate
- NEOS – 1 Mandat

Die FPÖ verpasste mit rund 4,1 % der Stimmen den Wiedereinzug in den Gemeinderat.
Die Gemeinderatswahlen 2025 brachten folgende Mandatsverteilung:
- ÖVP – 7 Mandate
- SPÖ – 4 Mandate
- FPÖ – 2 Mandate
- NEOS – 2 Mandate

### Bürgermeister
- 2000 bis 2014 Franz Klinkan (ÖVP)[9]
- 2014–2020 Peter Moser (ÖVP)
- seit 2020 Hans-Peter Zaunschirm (ÖVP)

### Wappen
Die Verleihung des Gemeindewappens erfolgte mit Wirkung vom 1. Juli 1988.

Wappenbeschreibung: In Grün ein silberner Schrägrechtsbalken, auf dem drei rote Rosen mit silbernen Butzen liegen.

### Partnergemeinde
Die Partnergemeinde von Ludersdorf-Wilfersdorf ist Nagymágocs im Kleingebiet Szentes in Ungarn.